# El Ràfol de Famut
El Ràfol de Famut (probablement del nom propi àrab Famut) o també el Rafalet era un antic poblat, hui desaparegut, que estava situat al N.O. del terme municipal de Xaló, en l'actual partida de La Solana.

## Localització
Una escriptura que data del dia 9 de gener de l'any 1409 es refereix a la seua ubicació aproximada:"...de Mosquera e Alcalalí e d'allí passava lo riu vers lo Ràfol apellat de Famut...". El riu a què s'hi al·ludeix és el riu Xaló-Gorgos. L'esmentat document també confirma la proximitat a aquest poblat d'un tossal o alcúdia: "...en la sumitat d'un toçal, qui és desus lo Ràfol de Famut vers Alcalalí...".

## Drets sobre el lloc
Aquesta mateixa escriptura de l'any 1409 dona el nom del senyor al qual pertanyia el poblat i les terres que l'envoltaven:"...lo qual Ràfol roman al dit en Pere de Castellví…". El Ràfol de Famut també formà part dels llocs que na Isabel Martorell havia aportat com a dot al seu matrimoni amb el poeta Ausiàs March, celebrat l'any 1437. Na Isabel morí dos anys després i en March, com a hereu de la seua esposa, prengué possessió del Ràfol de Famut i els altres dominis que li havia deixat: Cuta, Traella, El Ràfol de Xaló i Benibéder. L'any 1444, el poeta vengué tot el lot per 22.000 sous a n'Agnés de Portugal, esposa d'en Gonçal d'Íxer, Comanador de Muntalbà. Aquest cavaller pertanyia a un noble llinatge fundat per en Pere Ferrandis d'Íxer, que era fill extramatrimonial del rei Jaume I i de na Berenguera Ferrandis. Els Íxer eren els principals enemics dels Martorell.

## Azmet Ubaydalla, habitador del Ràfol de Famut
No es té constància documental del nombre de cases que integraven aquest poblat, però sí que es coneix la identitat d'un dels seus habitants: Azmet Ubaydalla, que vivia al Ràfol de Famut l'any 1425, és a dir, quan el lloc pertanyia a la família dels Martorell. El nom d'aquest musulmà és conegut a través de la reclamació d'un deute que el tal Azmet havia contret amb un mercader d'Oliva.